# 何以培
何以培（？—1645年7月4日（弘光元年六月十二日）），字日垕，常州府宜君縣人，南明軍事人物。

## 生平
何以培是太僕少卿何棟如的孫子，年少就背負氣節，每天在說攻伐戰陣的方法。弘光帝繼位後他從軍，太監喬尚讓他自兩淮鹽漕參將遷任副總兵；南京失陷，他帶著馬匹和武器躲在湖邊，每次拔劍起舞時都感到憤慨。得知義陽王朱朝墠在海上後，他計劃起兵和應，其時南直隸起兵的人都千方百計地想去除異己為自己效力；清朝朝廷了解他的名聲，就命其人用檄文征召他。吳以幻偵察到此事，在夜半告邀請他一起流亡，他嘆息：「我世代受國恩，怎需要逃避死亡。」天光時檄文來到，持檄人就是他的親戚，他從容留客宴飲，如平常的談笑，又請求延遲，遭持檄人為難；他笑說：「我何以培男子一個，怎會怕死呢！」於是同行至郡，守衛都亮起兵器。
何以培身高八尺，穿著喪服入營，樣子豐頤雄偉，不理睬守衛呼喝跪下，令守衛詫異，對他好言相勸：「快投降，還會有富貴。」他回答：「世代臣子怎可投降。」守衛再說：「不降就要死。」他回答：「我願立刻死去。」之後守衛再問，他就指著對方大罵，其他守衛左右喻意，耳語說著他的話；他隨即大聲說：「要斬就立刻斬，要不怎能做子女的榜樣。」立時脫去上衣受綁，神色不變，在市集被殺。妻子黃氏是知縣黃廣的女兒，以培死後竭力出資購買其屍體；何以培在弘光元年（1645年）六月十二日死去，黃氏到十月才取得屍體，面色如在生一樣，為他梳理頭髮而開啟棺木，屍體亦不腐爛；黃氏因此穿素服、吃素菜二十六年才去世。何以培死後，都督王春及張一龍、徐義起兵攻打常州西門，也失敗而死。

## 引用
1. 1 2  錢海岳《南明史·卷三十九·列傳第十五》：何以培，字日垕，無錫人。太僕少卿棟如孫。少負氣節，日講擊刺戰陣之法。安宗立，從軍。太監喬尚自兩淮鹽漕參將遷副總兵。南京亡，藏馬械湖濱，拔劍起舞，慷慨不自勝。已聞義陽王朝墠在海上，謀起兵應之。時南直皆下，邑人先歸附者，欲除異己以自效。以以培名聞，清守命其人檄致之。吳以幻詗得之，夜半告邀俱亡，嘆曰：「吾世受國恩，焉用逃死。」天明檄至，持檄者即以培戚也。從容留飲，談笑如平生，請少須，持檄者難之。笑曰：「以培男子豈懼死哉！」遂偕至郡，守衛陳卒露刃。
2. ↑  錢海岳《南明史·卷三十九·列傳第十五》：以培白衣冠束帶入，軀長八尺餘，豐頤白晢，儀觀甚偉。守叱跪不應，異之，為好語曰：「速降，不失富貴。」曰：「世臣無降理。」曰：「不降且不得生。」曰：「願即死。」再問，指守大罵，守目左右喻意，或引以培耳語，厲聲叱曰：「斫即斫耳，何效兒女子為。」解衣就縛，神色不少動，遂斬於市。妻黃，知縣廣女，以培死，竭資購其元。以培以弘光元年六月十二日死，至十月而元始得，面如生，黃為櫛髮啟棺納之，屍亦不腐，黃手縫紉如全屍狀，因練衣素食二十六年終。以培死後，都督王春及張一龍、徐義起兵攻常州西門，不克死。